# Championnat du Portugal de football 2017-2018
Navigation
Championnat du Portugal de football 2016-2017 Championnat du Portugal de football 2018-2019
Le Championnat du Portugal de football 2017-2018, ou Liga NOS, est la 84e édition du championnat du Portugal de football.
Dix-huit équipes s'affrontent au sommet de l'élite du football portugais, dont les seize premiers de la saison dernière, ainsi que les deux promus de la Ledman Liga PRO 2016-2017
Chaque club affronte à deux reprises les dix-sept autres selon le principe des matches aller et retour.
À l'issue de la saison, les cinq meilleures équipes se qualifient pour les compétitions européennes. La succession de résultats moyens des équipes portugaises au niveau européen entraîne une perte de deux places au classement par association pour le Portugal.
En effet, les bonnes prestations conjuguées des équipes françaises et russes en Ligue des Champions et Ligue Europa récompensent la constance de ces deux associations, qui doublent le Portugal au coefficient UEFA, une première depuis la saison 2013-2014.
Il n'y a donc plus que deux places qualificatives pour la Ligue des champions de l'UEFA 2018-2019, qui sont attribuées aux deux premiers, une pour la phase de groupe, l'autre donnant accès au troisième tour de qualification pour non-champions.
Deux autres places donnent accès, pour les équipes classées 3e et 4e, à la Ligue Europa 2018-2019, depuis le 3e tour de qualification et le 2e tour de qualification. Une dernière place pour la Ligue Europa 2018-2019 est attribuée au vainqueur de la Taça de Portugal 2017-2018, qui lui donne un accès direct à la phase de groupe.
Si le vainqueur de la coupe nationale est également qualifié pour la Ligue des Champions, alors son accès direct à la phase de groupe de la Ligue Europa est attribué à l'équipe classée en 3e position. Ceci décale l'ordre d'attribution des places qualificatives en Ligue Europa : le 4e accède donc au 3e tour de qualification et une place se libère pour le 5e, qui accède lui au 2e tour de qualification.
À l'inverse, les clubs finissant aux 17e et 18e places sont relégués en Ledman Liga PRO 2018-2019.
Le SL Benfica, quadruple champion sortant, remet son titre en jeu. Et cette saison, c'est le FC Porto qui s'adjuge le titre de champion, le vingt-huitième de son histoire, après une disette de titre de près de cinq ans. Ils réussissent ainsi à mettre fin à l'hégémonie en championnat du SL Benfica.

## Les clubs participants
| \| Belenenses SL Benfica Boavista SC Braga Chaves Desp. Aves Estoril Feirense Moreirense P. Ferreira Portimonense SC FC Porto Rio Ave Sporting CP Tondela V. Guimarães V. Setúbal \| Localisation des clubs participants. |
| Belenenses SL Benfica Boavista SC Braga Chaves Desp. Aves Estoril Feirense Moreirense P. Ferreira Portimonense SC FC Porto Rio Ave Sporting CP Tondela V. Guimarães V. Setúbal                                            |

| \| Marítimo \| Clubs participants de l'île de Madère. |
| Marítimo                                              |

| Club                 | Se maintient depuis | Classement 2016-2017 | Entraîneur       | Depuis | Stade                        | Capacité théorique | Ville                |
| -------------------- | ------------------- | -------------------- | ---------------- | ------ | ---------------------------- | ------------------ | -------------------- |
| CF Belenenses        | 2013                | 14e                  | Silas            | 2017   | Stade du Restelo             | 19 856             | Lisbonne             |
| SL Benfica           | 1934                | 1er                  | Rui Vitória      | 2015   | Stade de Luz                 | 65 647             | Lisbonne             |
| Boavista FC          | 2014                | 9e                   | Jorge Simão      | 2017   | Stade de Bessa XXI           | 28 263             | Porto                |
| SC Braga             | 1974                | 5e                   | Abel Ferreira    | 2017   | Stade Axa                    | 30 286             | Braga                |
| GD Chaves            | 2016                | 10e                  | Luis Castro      | 2017   | Stade municipal de Chaves    | 12 000             | Chaves               |
| CD Aves              | 2017                | 2e (L2)              | José Mota        | 2017   | Stade du CD Aves             | 5 441              | Vila das Aves        |
| GD Estoril-Praia     | 2012                | 11e                  | Ivo Vieira       | 2017   | Stade A. Coimbra da Mota     | 8 000              | Estoril              |
| CD Feirense          | 2016                | 8e                   | Nuno Santos      | 2016   | Stade M. de Castro           | 4 667              | Santa Maria da Feira |
| CS Marítimo          | 1985                | 6e                   | Daniel Ramos     | 2016   | Estádio dos Barreiros        | 10 600             | Funchal              |
| Moreirense FC        | 2014                | 15e                  | Petit            | 2018   | Parque J. de Almeida Freitas | 6 153              | Moreira de Cónegos   |
| FC Paços de Ferreira | 2005                | 13e                  | João Henriques   | 2018   | Stade de Mata Real           | 6 404              | Paços de Ferreira    |
| Portimonense SC      | 2017                | 1er (L2)             | Vítor Oliveira   | 2016   | Stade municipal de Portimão  | 6 204              | Portimão             |
| FC Porto             | 1934                | 2e                   | Sérgio Conceição | 2017   | Stade du Dragon              | 50 431             | Porto                |
| Rio Ave FC           | 2007                | 7e                   | Miguel Cardoso   | 2017   | Estádio dos Arcos            | 9 065              | Vila do Conde        |
| Sporting CP          | 1934                | 3e                   | Jorge Jesus      | 2015   | Stade José Alvalade XXI      | 50 044             | Lisbonne             |
| CD Tondela           | 2015                | 16e                  | Pepa             | 2017   | Stade João Cardoso           | 3 000              | Tondela              |
| Vitória Guimarães    | 2007                | 4e                   | José Peseiro     | 2018   | Stade D. Afonso Henriques    | 30 008             | Guimarães            |
| Vitória Setúbal      | 2004                | 12e                  | José Couceiro    | 2016   | Stade de Bonfim              | 18 694             | Setúbal              |

## Compétition

### Organisation
À titre de rappel, il est très important de prendre on compte les critères suivants :
Chaque équipe reçoit trois points pour une victoire, un pour un match nul et aucun en cas de défaite.
À l'issue du championnat
- La Ligue Portugaise de Football Professionnel (LPFP) a déterminé que le départage des équipes se retrouvant avec égalité de nombre de points, se fait comme suit, selon l'ordre de priorité :

1. Plus grand nombre de points obtenus par les clubs à égalité, en confrontation directe
2. Plus grande différence de buts particulière entre les clubs à égalité
3. Plus grand nombre de buts marqués à l'extérieur entre les clubs à égalité, en confrontation directe
4. Plus grande différence de buts sur l'ensemble de la compétition
5. Plus grand nombre de victoires sur l'ensemble de la compétition
6. Plus grand nombre de buts marqués sur l'ensemble de la compétition

- Si, malgré l'application successive de tous les critères établis dans l'article ci-dessus, il subsiste encore une situation d'égalité, le départage se fait comme suit :

En cas d'égalité entre deux clubs, seulement :
1. Réaliser un match d'appui entre les deux clubs, sur terrain neutre désigné par la LPFP
2. Si, à la fin du temps réglementaire, l'égalité subsiste, une période prolongation de trente minutes, divisée en deux périodes de quinze minutes chacune, sera alors accordée
3. S'il subsiste encore une situation d'égalité à la fin de la période de prolongation, la désignation du vainqueur se fera par le biais d'une séance de tirs au but, en accord avec les Lois du Jeu

En cas d'égalité entre plus de deux clubs :
1. Réaliser une compétition en toute ronde simple, sur terrain neutre, pour désigner le vainqueur
2. Si, à la fin de cette compétition, aucun vainqueur n'a été désigné, et qu'il reste deux équipes ou plus en situation d'égalité, procéder alors au départage en reprenant tous les critères depuis le début

Durant la compétition
- Il est important de préciser que pour établir le classement journée par journée, les critères appliqués pour le départage des clubs sont les suivants :

1. Plus grande différence de buts sur l'ensemble de la compétition
2. Plus grand nombre de victoires sur l'ensemble de la compétition
3. Plus grand nombre de buts marqués sur l'ensemble de la compétition

- Si malgré tout, après avoir appliqué les trois précédents critères, il subsiste deux clubs ou plus en situation d'égalité, il est alors attribué à tous la même position dans le classement.

Source : ligaportugal.pt

### Déroulement du championnat
Cette saison est tout d'abord la confirmation d'une tendance : la compétitivité de plus en plus accrue des équipes composant la Liga NOS. Ceci offre un spectacle plein de suspens jusqu'aux dernières journées du championnat.
En cette saison, la démarcation entre les quatre premières places et le reste du classement est par-dessus tout très importante : vingt-quatre points séparent la quatrième place et la cinquième place. Une lutte pleine de suspens s'est déroulée pour le titre, et plus globalement pour les quatre premières places, le quatuor de tête n'étant souvent séparé que de quelques points au cours de la saison. Une séparation que l'on peut noter plus dilatée sur les dernières journées du championnat.
Comme c'est très souvent le cas au Portugal, les Trois Grands (SL Benfica, FC Porto, Sporting CP), sont plus que jamais les protagonistes directs pour le titre, avec une équipe du SC Braga dans la peau de l'outsider. Une saison particulièrement faste pour le club du Minho, auteur de beaucoup de records internes (points, victoires et buts).
Mais c'est bien un des Trois Grands qui a su dominer cette saison 2017-2018 de la Liga Nos (trente journées en tête sur trente-quatre possibles) : le FC Porto.
Emmenés par leur entraîneur et ancien joueur emblématique Sergio Conceição, les Dragons ont su faire plier l'hégémonie du SL Benfica, quadruple champion sortant et prétendant au titre pour la cinquième année consécutive. En effet, un moins bon début de saison des Aigles a ouvert le chemin aux Dragons, talonnés de très près par les Lions du Sporting CP.
Malgré tout, le Benfica fut l'auteur d'une belle récupération au classement (quatrième mi-septembre jusqu'à la première place mi-avril), malgré un début de saison en dessous des objectifs du club (entre autres une surprenante dernière place dans un groupe accessible en phase de groupe de Ligue des Champions avec zéro point au compteur). Une récupération presque suffisante pour croire à l'inédit quintuplé (ou "Pentacampeonato" au Portugal), un fait que seul le FC Porto a réussi par le passé (cinq titres consécutifs de champion remportés entre 1994 à 1999). Les faux pas des Dragons et des Lions ont ouvert la voie aux Aigles à quelques journées de la fin, après une série de neuf victoires consécutives, et une place de leader du championnat. Place qui n'a pas tenu bien longtemps entre les mains des Aigles qui se sont fait surprendre à domicile par le FC Porto. Une défaite à Lisbonne (0-1) qui fut finalement décisive et qui permit au grand rival du Nord de reprendre la tête du championnat qui ne changera plus.
Le titre se décida à distance, lors du Derby Eterno opposant le Sporting CP et le SL Benfica, soldé par un match nul, qui profita au FC Porto, couronné champion pour la vingt-huitième fois de son histoire. La place de dauphin revint au Benfica, profitant de la défaite du Sporting lors de la dernière journée (1-2 contre Marítimo) pour défaire l'égalité ponctuelle entre les deux rivaux, qui était initialement favorable aux Lions.
En bas de tableau, le lutte pour le maintien se solda par la relégation du GD Estoril-Praia, mais surtout du FC Paços de Ferreira, qui se maintenait en première division depuis 2005.
La fin de saison est marquée par un triste événement, lorsqu'un groupe de supporters agresse violemment certains joueurs du Sporting CP avant la finale de la Coupe du Portugal.

### Classement
| \| Rang \| Équipe \| Pts \| J \| G \| N \| P \| Bp \| Bc \| Diff \| \| ---- \| -------------------- \| --- \| -- \| -- \| -- \| -- \| -- \| -- \| ---- \| \| 1 \| FC Porto \| 88 \| 34 \| 28 \| 4 \| 2 \| 82 \| 18 \| +64 \| \| 2 \| SL Benfica T S \| 81 \| 34 \| 25 \| 6 \| 3 \| 80 \| 22 \| +58 \| \| 3 \| Sporting CP L \| 78 \| 34 \| 24 \| 6 \| 4 \| 63 \| 24 \| +39 \| \| 4 \| SC Braga \| 75 \| 34 \| 24 \| 3 \| 7 \| 74 \| 29 \| +45 \| \| 5 \| Rio Ave FC \| 51 \| 34 \| 15 \| 6 \| 13 \| 40 \| 42 \| -2 \| \| 6 \| GD Chaves \| 47 \| 34 \| 13 \| 8 \| 13 \| 47 \| 55 \| -8 \| \| 7 \| CS Marítimo \| 47 \| 34 \| 13 \| 8 \| 13 \| 36 \| 49 \| -13 \| \| 8 \| Boavista FC \| 45 \| 34 \| 13 \| 6 \| 15 \| 35 \| 44 \| -9 \| \| 9 \| Vitória Guimarães \| 43 \| 34 \| 13 \| 4 \| 17 \| 45 \| 56 \| -11 \| \| 10 \| Portimonense SC P \| 38 \| 34 \| 10 \| 8 \| 16 \| 52 \| 60 \| -8 \| \| 11 \| CD Tondela \| 38 \| 34 \| 10 \| 8 \| 16 \| 41 \| 50 \| -9 \| \| 12 \| CF Os Belenenses \| 37 \| 34 \| 9 \| 10 \| 15 \| 33 \| 46 \| -13 \| \| 13 \| Desp. Aves P C \| 34 \| 34 \| 9 \| 7 \| 18 \| 36 \| 51 \| -15 \| \| 14 \| Vitória Setúbal \| 32 \| 34 \| 7 \| 11 \| 16 \| 39 \| 62 \| -23 \| \| 15 \| Moreirense FC \| 32 \| 34 \| 8 \| 8 \| 18 \| 29 \| 50 \| -21 \| \| 16 \| CD Feirense \| 31 \| 34 \| 9 \| 4 \| 21 \| 32 \| 48 \| -16 \| \| 17 \| FC Paços de Ferreira \| 30 \| 34 \| 7 \| 9 \| 18 \| 33 \| 59 \| -26 \| \| 18 \| GD Estoril-Praia \| 30 \| 34 \| 8 \| 6 \| 20 \| 29 \| 61 \| -32 \| | Qualifications européennes Ligue des champions 2018-2019 - 1er : Phase de groupes - 2e : 3e tour de qualification pour non-champions Ligue Europa 2018-2019 - 3e : Phase de groupes - 4e : 3e tour de qualification - 5e : 2e tour de qualification Relégations - 17e et 18e : Relégation en Segunda Liga 2018-2019 Abréviations T : Tenant du titre 2016-2017 P : Promus de Liga PRO 2016-2017 S : Vainqueur de la Supertaça de Portugal 2017 C : Vainqueur de la Taça de Portugal 2017-2018 L : Vainqueur de la Taça da Liga 2017-2018 |     |    |    |    |    |    |    |      |
| Rang | Équipe | Pts | J  | G  | N  | P  | Bp | Bc | Diff |
| 1 | FC Porto | 88  | 34 | 28 | 4  | 2  | 82 | 18 | +64  |
| 2 | SL Benfica T S | 81  | 34 | 25 | 6  | 3  | 80 | 22 | +58  |
| 3 | Sporting CP L | 78  | 34 | 24 | 6  | 4  | 63 | 24 | +39  |
| 4 | SC Braga | 75  | 34 | 24 | 3  | 7  | 74 | 29 | +45  |
| 5 | Rio Ave FC | 51  | 34 | 15 | 6  | 13 | 40 | 42 | -2   |
| 6 | GD Chaves | 47  | 34 | 13 | 8  | 13 | 47 | 55 | -8   |
| 7 | CS Marítimo | 47  | 34 | 13 | 8  | 13 | 36 | 49 | -13  |
| 8 | Boavista FC | 45  | 34 | 13 | 6  | 15 | 35 | 44 | -9   |
| 9 | Vitória Guimarães | 43  | 34 | 13 | 4  | 17 | 45 | 56 | -11  |
| 10 | Portimonense SC P | 38  | 34 | 10 | 8  | 16 | 52 | 60 | -8   |
| 11 | CD Tondela | 38  | 34 | 10 | 8  | 16 | 41 | 50 | -9   |
| 12 | CF Os Belenenses | 37  | 34 | 9  | 10 | 15 | 33 | 46 | -13  |
| 13 | Desp. Aves P C | 34  | 34 | 9  | 7  | 18 | 36 | 51 | -15  |
| 14 | Vitória Setúbal | 32  | 34 | 7  | 11 | 16 | 39 | 62 | -23  |
| 15 | Moreirense FC | 32  | 34 | 8  | 8  | 18 | 29 | 50 | -21  |
| 16 | CD Feirense | 31  | 34 | 9  | 4  | 21 | 32 | 48 | -16  |
| 17 | FC Paços de Ferreira | 30  | 34 | 7  | 9  | 18 | 33 | 59 | -26  |
| 18 | GD Estoril-Praia | 30  | 34 | 8  | 6  | 20 | 29 | 61 | -32  |

Source : ligaportugal.pt.

### Leader par journée
Dernière mise à jour : 5 mai 2018

### Lanterne rouge par journée
Dernière mise à jour : 13 mai 2018

### Matchs
| Résultats (▼dom., ►ext.)                                   | Bel | Ben | Boa | Bra | Cha | D.Ave | Est | Fei | Mar | Mor | P.Fer | Porti | Por | Rio | Spo | Ton | V.Gui | V.Set |
| Os Belenenses                                              |     | 1-1 | 1-1 | 0-1 | 0-1 | 2-5   | 2-1 | 1-0 | 1-0 | 3-0 | 1-1   | 3-2   | 2-0 | 1-2 | 3-4 | 0-0 | 1-0   | 1-1   |
| SL Benfica                                                 | 5-0 |     | 4-0 | 3-1 | 3-0 | 2-0   | 3-1 | 1-0 | 5-0 | 1-0 | 2-0   | 2-1   | 0-1 | 5-1 | 1-1 | 2-3 | 2-0   | 6-0   |
| Boavista FC                                                | 1-0 | 2-1 |     | 1-3 | 3-3 | 1-0   | 1-0 | 1-0 | 2-1 | 1-0 | 1-0   | 2-0   | 0-3 | 1-2 | 1-3 | 1-1 | 1-0   | 4-0   |
| SC Braga                                                   | 4-0 | 1-3 | 1-1 |     | 1-0 | 2-0   | 6-0 | 3-1 | 2-0 | 3-0 | 3-0   | 2-1   | 0-1 | 2-1 | 1-1 | 1-0 | 2-1   | 3-1   |
| Chaves                                                     | 1-1 | 0-1 | 0-0 | 1-4 |     | 1-1   | 2-0 | 0-2 | 4-1 | 3-0 | 4-2   | 2-1   | 0-4 | 1-1 | 1-2 | 1-1 | 4-3   | 2-2   |
| Desp. Aves                                                 | 2-1 | 1-3 | 3-0 | 0-2 | 2-3 |       | 1-0 | 1-0 | 0-0 | 1-2 | 0-0   | 3-0   | 1-1 | 0-0 | 0-2 | 0-1 | 1-3   | 1-4   |
| Estoril-Praia                                              | 0-2 | 1-2 | 0-3 | 0-6 | 0-2 | 3-2   |     | 0-2 | 1-1 | 0-2 | 1-1   | 0-0   | 1-3 | 0-2 | 2-0 | 3-0 | 3-0   | 2-1   |
| Feirense                                                   | 1-4 | 0-2 | 3-0 | 2-2 | 1-2 | 0-1   | 0-0 |     | 0-1 | 1-0 | 2-1   | 1-3   | 1-2 | 1-0 | 2-3 | 1-1 | 2-1   | 1-0   |
| Marítimo                                                   | 0-0 | 1-1 | 1-0 | 1-0 | 1-2 | 2-1   | 0-0 | 4-1 |     | 1-1 | 1-0   | 0-3   | 0-1 | 1-0 | 2-1 | 2-0 | 3-2   | 4-2   |
| Moreirense FC                                              | 2-1 | 0-2 | 1-0 | 0-1 | 0-1 | 0-3   | 1-2 | 0-0 | 1-1 |     | 2-0   | 1-1   | 0-0 | 2-1 | 1-1 | 0-3 | 2-1   | 2-2   |
| Paços de Ferreira                                          | 1-1 | 1-3 | 1-2 | 1-5 | 2-0 | 2-2   | 1-0 | 2-1 | 0-0 | 3-2 |       | 1-1   | 1-0 | 0-0 | 1-2 | 0-2 | 0-0   | 1-0   |
| Portimonense SC                                            | 0-0 | 1-3 | 2-1 | 1-2 | 0-1 | 2-2   | 0-1 | 2-1 | 1-2 | 4-3 | 3-1   |       | 1-5 | 4-1 | 1-2 | 2-0 | 2-1   | 5-2   |
| FC Porto                                                   | 2-0 | 0-0 | 2-0 | 3-1 | 3-0 | 2-0   | 4-0 | 2-1 | 3-1 | 3-0 | 6-1   | 5-2   |     | 5-0 | 2-1 | 1-0 | 4-2   | 5-1   |
| Rio Ave FC                                                 | 1-0 | 1-1 | 2-0 | 1-0 | 2-1 | 0-0   | 2-0 | 2-1 | 3-0 | 2-1 | 4-2   | 2-0   | 1-2 |     | 0-1 | 1-1 | 0-1   | 2-1   |
| Sporting CP                                                | 1-0 | 0-0 | 1-0 | 2-2 | 5-1 | 3-0   | 2-1 | 2-0 | 5-0 | 1-0 | 2-0   | 2-0   | 0-0 | 2-0 |     | 2-0 | 1-0   | 1-0   |
| CD Tondela                                                 | 2-0 | 1-5 | 3-2 | 1-2 | 2-0 | 3-0   | 2-3 | 3-1 | 1-2 | 1-2 | 2-2   | 2-2   | 0-1 | 1-3 | 1-2 |     | 1-4   | 1-1   |
| Vitória Guimarães                                          | 0-0 | 1-3 | 1-0 | 0-5 | 3-2 | 2-1   | 3-1 | 1-0 | 2-1 | 1-0 | 3-2   | 3-3   | 0-1 | 3-0 | 0-5 | 0-1 |       | 1-1   |
| Vitória Setúbal                                            | 3-0 | 1-2 | 1-1 | 2-0 | 1-1 | 0-1   | 2-2 | 0-2 | 3-1 | 1-1 | 1-0   | 1-1   | 0-5 | 1-0 | 1-1 | 1-0 | 1-2   |       |
| - Victoire à domicile - Match nul - Victoire à l'extérieur |     |     |     |     |     |       |     |     |     |     |       |       |     |     |     |     |       |       |

### Évolution du classement
| Club         | 1  | 2  | 3  | 4  | 5  | 6  | 7  | 8  | 9  | 10 | 11 | 12 | 13 | 14 | 15 | 16 | 17 | 18 | 19 | 20 | 21 | 22 | 23 | 24 | 25 | 26 | 27 | 28 | 29 | 30 | 31 | 32 | 33 | 34 |
| ------------ | -- | -- | -- | -- | -- | -- | -- | -- | -- | -- | -- | -- | -- | -- | -- | -- | -- | -- | -- | -- | -- | -- | -- | -- | -- | -- | -- | -- | -- | -- | -- | -- | -- | -- |
| SL Benfica   | 2  | 2  | 1  | 3  | 3  | 4  | 3  | 3  | 3  | 3  | 3  | 3  | 3  | 3  | 3  | 3  | 3  | 3  | 3  | 3  | 2  | 2  | 2  | 2  | 2  | 2  | 2  | 1  | 1  | 2  | 2  | 2  | 2  | 2  |
| FC Porto     | 1  | 1  | 2  | 2  | 1  | 1  | 1  | 1  | 1  | 1  | 1  | 1  | 1  | 1  | 1  | 1  | 1  | 1  | 1  | 1  | 1  | 1  | 1  | 1  | 1  | 1  | 1  | 2  | 2  | 1  | 1  | 1  | 1  | 1  |
| Sporting CP  | 3  | 3  | 3  | 1  | 2  | 2  | 2  | 2  | 2  | 2  | 2  | 2  | 2  | 2  | 2  | 2  | 2  | 2  | 2  | 2  | 3  | 3  | 3  | 3  | 3  | 3  | 3  | 3  | 3  | 3  | 3  | 3  | 3  | 3  |
| V. Guimarães | 4  | 10 | 11 | 11 | 7  | 9  | 8  | 9  | 10 | 8  | 8  | 7  | 7  | 7  | 7  | 7  | 8  | 9  | 8  | 9  | 7  | 8  | 9  | 9  | 9  | 10 | 9  | 10 | 9  | 9  | 9  | 9  | 8  | 9  |
| SC Braga     | 16 | 8  | 5  | 7  | 9  | 6  | 5  | 5  | 4  | 4  | 4  | 4  | 4  | 4  | 4  | 4  | 4  | 4  | 4  | 4  | 4  | 4  | 4  | 4  | 4  | 4  | 4  | 4  | 4  | 4  | 4  | 4  | 4  | 4  |
| CS Marítimo  | 6  | 6  | 6  | 5  | 4  | 3  | 4  | 4  | 5  | 5  | 5  | 5  | 5  | 5  | 5  | 6  | 6  | 6  | 6  | 6  | 8  | 9  | 8  | 8  | 8  | 8  | 6  | 6  | 6  | 5  | 6  | 6  | 7  | 7  |
| Rio Ave FC   | 6  | 4  | 4  | 4  | 5  | 5  | 6  | 6  | 6  | 7  | 6  | 6  | 6  | 6  | 6  | 5  | 5  | 5  | 5  | 5  | 5  | 5  | 5  | 5  | 5  | 5  | 5  | 5  | 5  | 6  | 5  | 5  | 5  | 5  |
| CD Feirense  | 8  | 11 | 8  | 6  | 6  | 7  | 9  | 12 | 9  | 12 | 13 | 14 | 15 | 15 | 13 | 13 | 13 | 13 | 11 | 14 | 14 | 15 | 17 | 17 | 15 | 16 | 17 | 17 | 17 | 18 | 17 | 15 | 15 | 16 |
| Boavista FC  | 13 | 17 | 18 | 13 | 16 | 12 | 12 | 8  | 7  | 9  | 9  | 8  | 8  | 9  | 8  | 9  | 9  | 8  | 9  | 7  | 9  | 6  | 7  | 7  | 7  | 6  | 7  | 7  | 7  | 7  | 8  | 7  | 9  | 8  |
| GD Chaves    | 12 | 17 | 14 | 17 | 18 | 17 | 11 | 11 | 15 | 15 | 14 | 11 | 11 | 8  | 9  | 8  | 7  | 7  | 7  | 8  | 6  | 7  | 6  | 6  | 6  | 7  | 8  | 8  | 8  | 8  | 7  | 8  | 6  | 6  |
| Estoril      | 18 | 8  | 7  | 8  | 10 | 14 | 15 | 18 | 18 | 18 | 18 | 18 | 18 | 18 | 17 | 17 | 18 | 18 | 18 | 17 | 17 | 14 | 16 | 16 | 18 | 18 | 18 | 18 | 18 | 17 | 18 | 18 | 18 | 18 |
| V. Setúbal   | 8  | 14 | 12 | 12 | 8  | 11 | 10 | 13 | 11 | 13 | 15 | 16 | 16 | 16 | 18 | 18 | 17 | 17 | 17 | 16 | 16 | 18 | 14 | 15 | 14 | 15 | 16 | 14 | 14 | 14 | 14 | 17 | 17 | 14 |
| P. Ferreira  | 14 | 13 | 14 | 15 | 15 | 10 | 13 | 10 | 13 | 10 | 12 | 13 | 14 | 14 | 15 | 16 | 15 | 15 | 14 | 13 | 13 | 12 | 15 | 14 | 17 | 14 | 15 | 13 | 15 | 16 | 15 | 16 | 16 | 17 |
| Belenenses   | 14 | 6  | 10 | 10 | 14 | 8  | 7  | 7  | 8  | 6  | 7  | 9  | 10 | 10 | 10 | 11 | 11 | 11 | 12 | 12 | 12 | 13 | 12 | 11 | 11 | 12 | 12 | 11 | 11 | 11 | 12 | 12 | 11 | 12 |
| Moreirense   | 8  | 11 | 13 | 16 | 12 | 16 | 16 | 17 | 17 | 17 | 17 | 17 | 17 | 17 | 16 | 14 | 16 | 15 | 15 | 15 | 15 | 17 | 18 | 18 | 16 | 17 | 14 | 16 | 13 | 13 | 13 | 13 | 14 | 15 |
| CD Tondela   | 8  | 14 | 14 | 9  | 11 | 15 | 17 | 15 | 12 | 14 | 10 | 12 | 13 | 13 | 12 | 10 | 10 | 10 | 10 | 10 | 11 | 10 | 11 | 12 | 10 | 11 | 11 | 12 | 12 | 12 | 10 | 10 | 10 | 11 |
| Portimonense | 5  | 5  | 9  | 14 | 17 | 13 | 14 | 14 | 14 | 11 | 11 | 10 | 9  | 11 | 11 | 12 | 12 | 12 | 13 | 11 | 10 | 11 | 10 | 10 | 12 | 9  | 10 | 9  | 10 | 10 | 11 | 11 | 12 | 10 |
| CD Aves      | 17 | 16 | 17 | 18 | 13 | 18 | 18 | 16 | 16 | 16 | 16 | 15 | 12 | 12 | 14 | 15 | 14 | 16 | 16 | 18 | 18 | 16 | 13 | 13 | 13 | 13 | 13 | 15 | 16 | 15 | 16 | 14 | 13 | 13 |

### Meilleurs buteurs
Dernière mise à jour : 13 mai 2018
| Rang | Joueur            | Nationalité | Club              | Buts | Joués |
| ---- | ----------------- | ----------- | ----------------- | ---- | ----- |
| 1    | Jonas             | Brésil      | SL Benfica        | 34   | 30    |
| 2    | Bast Dost         | Pays-Bas    | Sporting CP       | 27   | 30    |
| 3    | Moussa Marega     | Mali        | FC Porto          | 22   | 29    |
| 4    | Vincent Aboubakar | Cameroun    | FC Porto          | 15   | 28    |
| 4    | Fabrício          | Brésil      | Portimonense SC   | 15   | 29    |
| 4    | Raphinha          | Brésil      | Vitória Guimarães | 15   | 32    |
| 7    | Paulinho          | Portugal    | SC Braga          | 13   | 30    |
| 8    | Paolo Hurtado     | Pérou       | Vitória Guimarães | 11   | 25    |
| 8    | Willian           | Brésil      | GD Chaves         | 11   | 28    |
| 8    | Ricardo Horta     | Portugal    | SC Braga          | 11   | 30    |

Source : uefa.com.

## Clubs engagés dans les compétitions de l'UEFA
| Club              | Compétition         | Résultat              | Contre                 | Contre                 | Contre                 |
| ----------------- | ------------------- | --------------------- | ---------------------- | ---------------------- | ---------------------- |
| SL Benfica        | Ligue des champions | Phase de groupes (4e) | Manchester United      | FC Bâle                | CSKA Moscou            |
| FC Porto          | Ligue des champions | Huitièmes de finale   | Liverpool FC           | Liverpool FC           | Liverpool FC           |
| Sporting CP       | Ligue des champions | Phase de groupes (3e) | Juventus FC            | FC Barcelone           | Olympiakos             |
| Sporting CP       | Ligue Europa        | Quarts de finale      | Atlético Madrid        | Atlético Madrid        | Atlético Madrid        |
| Vitória Guimarães | Ligue Europa        | Phase de groupes (4e) | Red Bull Salzbourg     | Olympique de Marseille | Konyaspor              |
| SC Braga          | Ligue Europa        | Seizièmes de finale   | Olympique de Marseille | Olympique de Marseille | Olympique de Marseille |
| CS Marítimo       | Ligue Europa        | Barrages              | Dynamo Kiev            | Dynamo Kiev            | Dynamo Kiev            |

## Classements UEFA
Le classement par coefficient des associations est calculé sur la base des résultats des clubs de chaque association sur la saison en Ligue des champions et en Ligue Europa.

Le classement, combiné à celui des quatre années précédentes, est utilisé pour déterminer le nombre de clubs qu'une association (pays) pourra engager dans les compétitions de clubs de l'UEFA dans les années à venir.

### Coefficients des clubs
Dernière mise à jour : 16 avril 2018
- Ligue des champions 2017-2018
- Ligue Europa 2017-2018

| Rang 2016/2017 | Rang 2017/2018 | Évolution | Club                       | 2013/2014 | 2014/2015 | 2015/2016 | 2016/2017 | 2017/2018 |                  |
| Rang 2016/2017 | Rang 2017/2018 | Évolution | Club                       | 2013/2014 | 2014/2015 | 2015/2016 | 2016/2017 | 2017/2018 | Coefficient UEFA |
| -------------- | -------------- | --------- | -------------------------- | --------- | --------- | --------- | --------- | --------- | ---------------- |
| 9              | 15             | - 6       | SL Benfica                 | 29.000    | 8.000     | 22.000    | 17.000    | 4.000     | 80.000           |
| 13             | 11             | + 2       | FC Porto                   | 16.000    | 25.000    | 11.000    | 17.000    | 17.000    | 86.000           |
| 57             | 37             | + 20      | Sporting Clube de Portugal | 0.000     | 10.000    | 7.000     | 6.000     | 17.000    | 40.000           |
| 55             | 47             | + 8       | SC Braga                   | 1.500     | 0.000     | 15.000    | 5.000     | 9.000     | 30.500           |
| 128            | 127            | + 1       | Vitória Guimarães          | 4.000     | 0.000     | 1.000     | 0.000     | 4.000     | 9.000            |

Source : uefa.com.

### Coefficients des associations
Dernière mise à jour : 16 avril 2018
| 1 | 1 | =   | Espagne    | 23.000 | 20.214 | 23.928 | 20.142 | 18.000 | 105.284 | 2/7 |
| 2 | 4 | - 2 | Allemagne  | 14.714 | 15.857 | 16.428 | 14.571 | 9.714  | 71.284  | 1/7 |
| 3 | 2 | + 1 | Angleterre | 16.785 | 13.571 | 14.250 | 14.928 | 19.500 | 79.034  | 2/7 |
| 4 | 3 | + 1 | Italie     | 14.166 | 19.000 | 11.500 | 14.250 | 17.000 | 75.916  | 1/6 |
| 5 | 5 | =   | France     | 8.500  | 10.916 | 11.083 | 14.416 | 11.000 | 55.915  | 1/6 |
| 6 | 6 | =   | Russie     | 10.416 | 9.666  | 11.500 | 9.200  | 12.600 | 53.382  | 0/5 |
| 7 | 7 | =   | Portugal   | 9.916  | 9.083  | 10.500 | 8.083  | 9.666  | 47.248  | 0/6 |

Source : uefa.com.

## Bilan de la saison
| Championnat du Portugal de football 2017-2018                      |                        |
| Champion                                                           | FC Porto (28e titre)   |
| Dauphin                                                            | SL Benfica             |
| Coupes et trophées                                                 |                        |
| Vainqueur de la Coupe du Portugal 2017-2018                        | CD Aves                |
| Vainqueur de la Coupe de la Ligue portugaise de football 2017-2018 | Sporting CP            |
| Qualifications continentales                                       |                        |
| Ligue des champions de l'UEFA 2018-2019                            | FC Porto               |
| Ligue des champions de l'UEFA 2018-2019                            | SL Benfica             |
| Ligue Europa 2018-2019                                             | Sporting CP            |
| Ligue Europa 2018-2019                                             | Sporting Braga         |
| Ligue Europa 2018-2019                                             | Rio Ave FC             |
| Promotions et relégations                                          |                        |
| Promus en Liga NOS                                                 | CD Santa Clara         |
| Promus en Liga NOS                                                 | CD Nacional da Madeira |
| Relégués en Ledman Liga PRO                                        | FC Paços de Ferreira   |
| Relégués en Ledman Liga PRO                                        | GD Estoril-Praia       |